# 塘沽协定

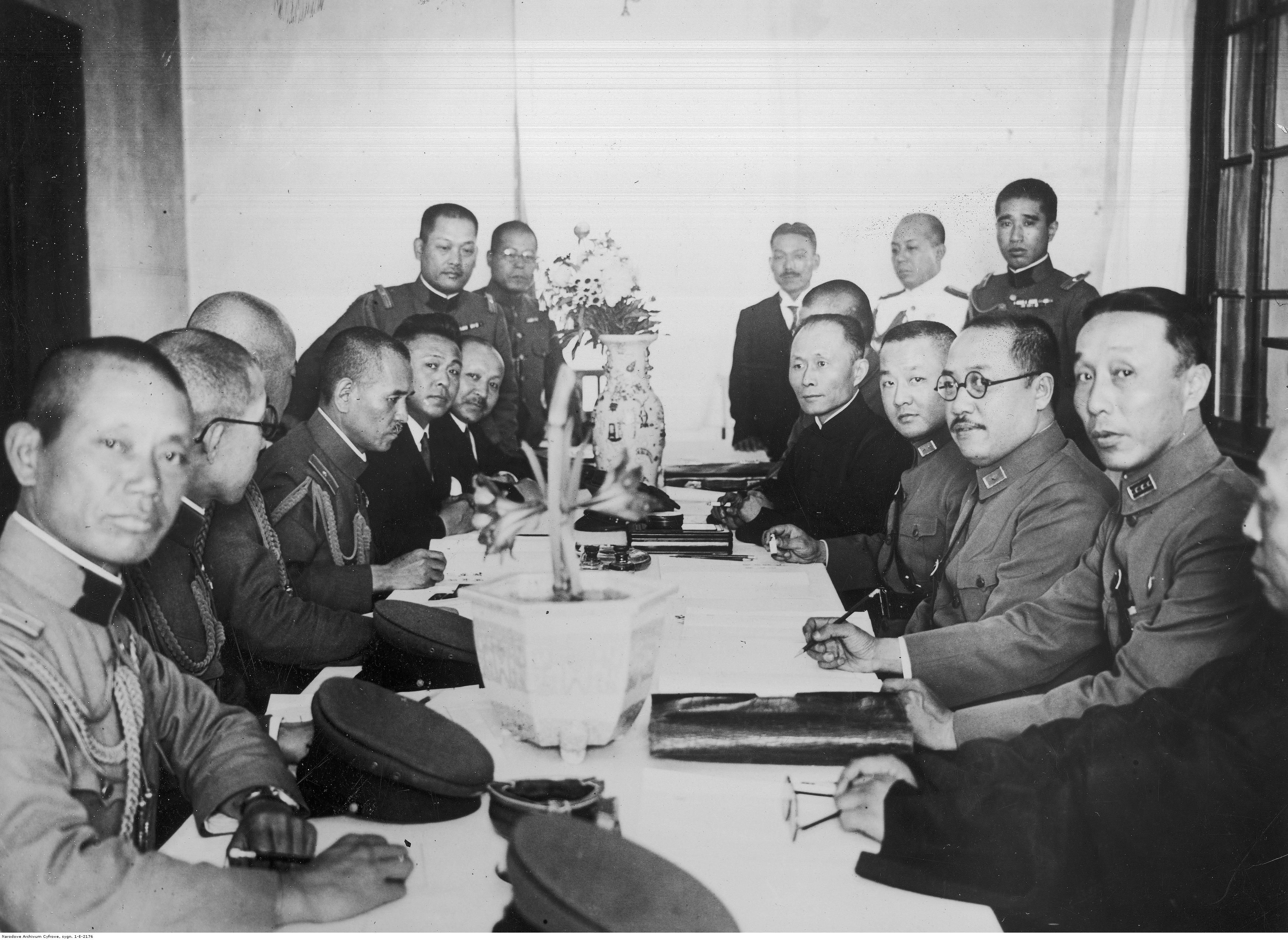
签定《塘沽协定》

1931年九一八事變之後，日本軍取得區域優勢，1932年5月淞沪停战协定签约后，中華民國国民政府北方军事压力减弱，遂重新开始筹备对中國工農红军的围剿。在攘外安内的政策下，1933年2月中華民國國民革命軍集结50万兵力开始对江西红军進行第四次围剿，3月损失了3个师，日军借机进攻北京东北方向的长城各口。国军被迫长城抗战，长城、冀东战役已达国军能力所限，北平、天津等要处暴露於日軍威脅下，为確保华北安全，國民政府被迫與大日本帝國陸軍于1933年5月31日签定《塘沽协定》停战协定。随后1933年10月17日，國民政府又动员近100万國军，开始对江西红军進行第五次围剿。

## 背景
1931年九一八事变后，日军侵占了中国东北（日方所称滿洲），并继续挑衅关内。1933年1月，日本关东军决议攻占热河，3月3日，奉系张学良部下汤玉麟弃城而逃，日军占领热河，并进攻长城各关口，宋哲元指挥国民革命军29军在长城各口奋力抵抗，3月6日，蒋介石更秘密离开南昌北上保定，部署和督励抗战。是役，国军在喜峰口一带曾获得局部胜利，日军一度难以攻破，最后不得已採用绕道包围战术，于是冷口、界岭口、古北口（古北口是由于汉奸带领日军从山路经豁口越过长城包抄才得以攻破的）等地先后为日军攻破，进而引发冀东察东作战，国军以少战多，数日内即使日军伤亡达890人，惟国军因兵力不足，退至通州防线。此时，日军已迫近北平，情况危急，而华北旧军阀齐燮元、白坚武、石友三等人，正获日方资助，有组织华北自治政府之阴谋；另一方面，日本退出國聯後，導致國際地位日趨孤立，造成日本國內政治情势变化，同时也出于巩固东北的需要，便主动提出休战之接洽，中华民国政府权衡轻重利害，在汪精卫主导下，经日本使馆代办中山详一、日本陆军副武官永津佐比中佐与北平政务整理委员会委员长黄郛晤谈，在国民政府军事委员会北平分会代理委员长何应钦、內政部长黄绍竑、张群、蒋伯诚等委员详密相议后，遵照中央意旨，派委任的全权代表参谋部总务厅长、北平军分会总参议熊斌中将、参谋徐组诒与日方进行停战谈判，并发表停战協议文，日军方面则由关东军副参谋长代表冈村宁次少将，代表日方在塘沽签署了这个协定。

## 协定内容
冈村宁次首先提出停战协定草案，并说明这是关东军的最后案，一字不容更改，要求中国代表在上午11时前作允诺与否的答复，对中方代表熊斌提出的《中国军代表停战协定意见书》，弃而不顾。冈村强硬表示，中方对日方所提停战协定草案，只能回答“诺”与“否”，一切声明必须等待停战协定签字以后再行商议。双方相持到10时50分，离最后时限只有10分钟，熊斌被迫在一字不容修改的日方提案上签了字。协议中部份內容侵犯中國權益甚大。
协定内容如下：

關東軍司令官武藤信義，五月二十五日於密雲接受何應欽之軍使參謀徐祖詒所陳正式停戰提議。據此五月三十一日上午十一時十分，關東軍代表陸軍少將岡村寧次，與華北中國軍代表陸軍中將熊斌，在塘沽簽訂停戰協議，其要点如下：
1. 中国军即撤至延庆、昌平、高丽营、顺义、通州、香河、宝坻、林亭口、宁河、芦台所连之线以西以南地区，不再前进。又不作一切挑战扰乱之举动。
2. 日本为确悉第一项实行之情形，可用飞机或其他方法，以行视察，中国方面应行保护，并予以便利。
3. 日本军确认中国军已撤至第一项协议之线时，不超越该线继续行追击，且自动一概归还至长城之线。
4. 长城线以南，第一项协议之线以北及以东地区域内之治安维持，由中国警察机关任之。
5. 本协定簽字后即发生效力。

中国华北驻军代表 熊斌
日本关东军代表 冈村宁次
其中第3，4条原文为：
国民政府公布时删掉第3条中的“大致”和第4条中“上述警察机关，不可利用刺激日军感情的武力团体。”。

## 影响
- 塘沽停战协定签订后，曾受到中国共产党反对，并发表“为反对国民党出卖平津华北宣言”，揭露國民黨向日本妥協的事實；为此，1933年6月2日，行政院發表聲明，解释此一協定只及於軍事，不涉及政治。换言之，即不涉主权交涉。

- 中国军队在6月上旬完全撤出协定规定的防线，日军撤出第六、第八师团，但将骑兵团留驻玉田，将铃木旅团留驻密云，以“监察中国军队”，为后来发动七七事变积蓄了力量。同时，中国政府為爭取時間，作全面抗戰之準備，華北亦因此得到暫獲兩年之安定局面。

- 塘沽协定更加深了蒋介石非与日有一战不可的信念，在塘沽协定签订前，蒋在给黄郛、何应钦等人的密电中，即已提到：“事已至此，委曲求全，原非得已，中正自得负责。惟停战而形诸文字，总以为不安，且将来协议条款，必有种种难堪之苛求，甚至东北三省及热河字样，亦必杂见其中，无意割让之承认，尤为可虑。顾停战协定，既非议和条约，最宜题界划清，极力避免，……日人狡猾成性，当谈判进行之际，且恐波折层出，忽软忽硬，乍阴乍阳，极威迫诱惑之能事。尚盼趁此时机，激励士气，重整军容，以备最后之牺牲为要。”（1933年5月24日，致黄郛、何应钦电），“弟始终不信倭寇有休战诚意，尤在威胁吾人使之自动撤退，俾其唾手而得北平也。……故于谈判时期，城防设备，尤应加紧。最高无上之决心，不可须臾或忘。弟以为不有一北平死战，决不能满倭寇之欲，亦不能得国人谅解也。”（1933年5月25日，致黄郛电）。[8]1933年7月14日，蒋在日记中写下“以和日而掩护外交，以交通而掩护军事，以实业而掩护经济，以教育而掩护国防。韬光养晦，秘筹秘谋，以余报国惟一政策也。”

- 塘沽协定签订后，汪精卫改变了过去“一面交涉、一面抵抗”的对日方针，变得更为保守，“外交态度诚然有些改变了，但不过由‘鸣钲求救’而转为‘默守待援’。”11月22日，汪精卫在致胡适的信中指出，“外交不能为外交而办外交，要为军事财政全盘情形而办外交……此时的中国除了努力预备做比利时，更无第二条路。”[9]
- 塘沽停战协定的成立，暂时结束侵华日军在中国东北的军事行动，但日军越过长城线，在关内河北地区设置了有利据点这件事，意味着作为将来进入华北的第一步。因此，塘沽协定也可以看作日本迈向了全面侵华的道路。[10]